# Cronicó Dertusense II
El Cronicó Dertusense II és un cronicó de la sèrie de Cronicons Rivipullensis redactats en llatí i que tingueren origen en el Monestir de Ripoll. Aquest, malgrat ser redactat inicialment al Monestir de Ripoll iniciant-se el 1097, fou traslladat al Monestir de Sant Joan de les Abadesses després del 1115 on fou continuat; d'allí passà a Tortosa vers el 1176, on fou novament continuat i interpolat fins al 1210.